# Apink 2ND CONCERT "PINK ISLAND"
Apink 2ND CONCERT "PINK ISLAND"는 대한민국의 걸그룹 에이핑크의 두번째 콘서트 투어이다.

## 개요
2015년 7월 22일, 플랜에이 엔터테인먼트는 에이핑크의 두 번째 단독 콘서트 일정을 발표하였다. 2회에 걸쳐 열리는 서울 공연은 27일에 팬클럽 선예매가, 29일에 일반 예매가 인터파크를 통해 시작되었다. 팬클럽 선예매는 예매 사이트가 열린 지 얼마 안 되어 표가 모두 팔렸으며, 일반 예매 역시 예매 사이트가 열린지 겨우 20분 만에 9천 장의 표가 팔렸다.

## 투어 일정
| 일정            | 도시 | 국가     | 장소           |
| --------------- | ---- | -------- | -------------- |
| 2015년 8월 22일 | 서울 | 대한민국 | 잠실실내체육관 |
| 2015년 8월 23일 | 서울 | 대한민국 | 잠실실내체육관 |

## 세트 리스트
- Opening VCR -
- Remember
- Good Morning Baby
- No No No

- Ment -
- 끌려
- My My
- LUV

- VCR #2 -
- 신기하죠
- 새끼손가락
- SUNDAY MONDAY
- Secret

- Ment -
- 여름 안에서[4] (손나은 Solo)
- 초대[5] (박초롱 Solo)
- Honey[6] (김남주 Solo)
- 멍[7] (정은지 Solo)
- 10 Minute[8] (오하영 Solo)
- 챔피언[9] (윤보미 Solo)
- Run To You[10]

- VCR #3 -
- 천사가 아냐
- 고양이
- Hush

- Ment -
- I Do
- U You
- Yeah
- 4월 19일

- Encore -
- Mr. Chu (On Stage)
- Remember

- Ment -
- 하늘높이

- Ending -

## 제작
- 에이핑크 (박초롱, 윤보미, 정은지, 손나은, 김남주, 오하영)
- 주최 : 플랜에이 엔터테인먼트
- 주관 : (주)하쿠나 마타타, (주)오드아이엔씨
- 후원 : 인터파크